# Kenelm Burridge
Kenelm Oswald Lancelot Burridge (* 31. Oktober 1922 in Malta; † 21. Mai 2019) war ein britischer Ethnologe.
Ein Klassiker seines Faches wurde Burridges Werk New Heaven, New Earth über millenaristische Bewegungen, die Cargo-Kulte, in Ozeanien.
Er lehrte von 1968 bis zu seiner Emeritierung 1987 an der University of British Columbia. 1977 wurde er zum Mitglied der Royal Society of Canada ernannt.

## Werke
- Mambu. A Melanesian Millennium. 1960
- Tangu Traditions. A Study In The Way of Life, Mythology and Developing Experience of A New Guinea People. Oxford Clarendon 1969
- New Heaven, New Earth. A Study of Millenarian Activities. Oxford 1969.
- Encountering Aborigines. A Case Study: Anthropology and the Australian Aboriginal. Pergamon Press, 1973, ISBN 0-08-017646-1
- Someone, No One. 1979
- In the way. A study of Christian missionary endeavours. University of British Columbia Press. Vancouver 1991